# Дмитрук Василь Павлович
Василь Павлович Дмитрук (нар. 9 січня 1952, село Несвіч, тепер Луцького району Волинської області) — український діяч, голова Волинської обласної ради (1998—2006 рр.).

## Життєпис
У лютому — травні 1970 року — шофер колгоспу «Комсомолець» Луцького району Волинської області. У травні 1970 — червні 1972 року — служба в Радянській армії. У червні 1972 — вересні 1973 року — шофер колгоспу «Комсомолець» Луцького району Волинської області.
У вересні 1973 — вересні 1975 року — учень Горохівського сільськогосподарського технікуму Волинської області.
У вересні 1975 — червні 1977 року — обліковець тракторної бригади, а у червні 1977 — червні 1982 року — головний інженер колгоспу «Комсомолець» Луцького району Волинської області.
У 1981 році закінчив агрономічний факультет Української сільськогосподарської академії, здобув кваліфікацію ученого агронома. Член КПРС.
У червні 1982 — серпні 1983 року — голова виконавчого комітету Несвічівської сільської ради Луцького району Волинської області.
У серпні 1983 — вересні 1987 року — голова колгоспу «Прогрес» Луцького району Волинської області.
У вересні 1987 — лютому 1991 року — голова виконавчого комітету Луцької районної ради народних депутатів Волинської області. У лютому 1991 — квітні 1992 року — 1-й заступник голови виконавчого комітету Луцької районної ради народних депутатів Волинської області.
У квітні 1992 — липні 1994 року — 1-й заступник голови Луцької районної державної адміністрації Волинської області. У липні 1994 — жовтні 1995 року — 1-й заступник голови виконавчого комітету Луцької районної ради народних депутатів Волинської області. У жовтні 1995 — квітні 1998 року — 1-й заступник голови Луцької районної державної адміністрації Волинської області.
Заочно закінчив Луцький державний технічний університет, за спеціальністю економіка підприємства.
У квітні 1998 — травні 2006 року — голова Волинської обласної ради.
У червні 2006 — квітні 2010 року — заступник голови Волинської обласної державної адміністрації з питань промисловості, енергетики, транспорту та житлово-комунального господарства. Член Політради Народної Партії.
Потім — на пенсії у місті Луцьку.

## Звання
- державний службовець 1-го рангу (.02.1999)[1]

## Нагороди
- орден «За заслуги» ІІІ ступеня (.02.2002)[4]
- заслужений працівник сільського господарства України (.08.2001)[5]
- Почесна грамота Верховної Ради України (.01.2002),
- Почесна грамота Кабінету Міністрів України (.11.2002)[6],
- диплом і пам'ятна медаль «За заслуги в розбудові економіки України»,
- орден «Козацька слава» I ст.
- За благодійницьку діяльність удостоєний високих відзнак Церкви: ордена Христа Спасителя (1999 р.), ордена «Різдво Христове — 2000» I ст. (2000 р.).